# Phlogacanthus
Phlogacanthus är ett släkte av akantusväxter. Phlogacanthus ingår i familjen akantusväxter.

## Bildgalleri

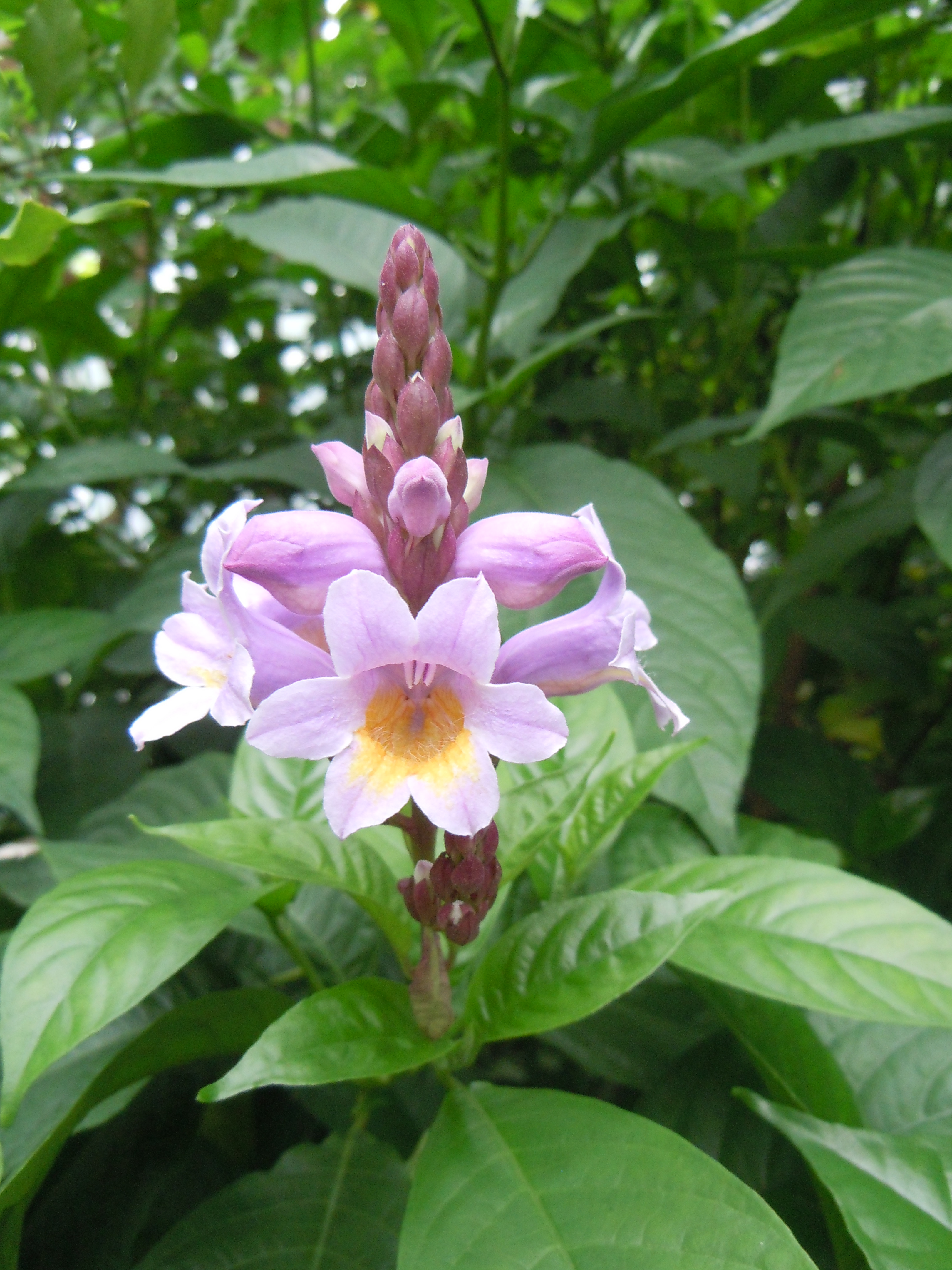

## Dottertaxa tillPhlogacanthus, i alfabetisk ordning[1]
- Phlogacanthus abbreviatus
- Phlogacanthus albiflorus
- Phlogacanthus annamensis
- Phlogacanthus brevis
- Phlogacanthus celebicus
- Phlogacanthus colaniae
- Phlogacanthus cornutus
- Phlogacanthus curviflorus
- Phlogacanthus cymosus
- Phlogacanthus elongatus
- Phlogacanthus geoffrayi
- Phlogacanthus gomezii
- Phlogacanthus gracilis
- Phlogacanthus grandis
- Phlogacanthus guttatus
- Phlogacanthus insignis
- Phlogacanthus jenkinsii
- Phlogacanthus kjellbergii
- Phlogacanthus lambertii
- Phlogacanthus murtoni
- Phlogacanthus novoguineensis
- Phlogacanthus parviflorus
- Phlogacanthus pauciflorus
- Phlogacanthus pedunculatus
- Phlogacanthus pochinii
- Phlogacanthus poilanei
- Phlogacanthus prostratus
- Phlogacanthus pubiflorus
- Phlogacanthus pubinervius
- Phlogacanthus pyramidalis
- Phlogacanthus racemosus
- Phlogacanthus rectiflorus
- Phlogacanthus thyrsiflorus
- Phlogacanthus tubiflorus
- Phlogacanthus turgidus
- Phlogacanthus vitellinus